# Львівська обласна універсальна наукова бібліотека
Львівська обласна універсальна наукова бібліотека — одна з найбільших наукових бібліотек Львівської області. Розташована у місті Львові. Заснована 1940 року

## Історія
8 травня 1940 року у Львові було відкрито обласну бібліотеку для дорослих, що розташувалася на площі Галицькій, 10 у Палаці Бесядецьких, що є пам'яткою архітектури першої половини XVIII століття. Тут бібліотека знаходилася до 1999 року.
Книжковий фонд новозаснованої бібліотеки налічував 100 тис. томів. Основою фонду бібліотеки стали численні видання, подаровані Київською обласною бібліотекою, бібліотеками Одеси, Харкова, східних областей України. Бібліотека мала загальний читальний зал, студентський читальний зал, зал періодичних видань.
Під час Другої світової війни фонди бібліотеки було повністю розграбовано й знищено. По війні бібліотека відновила роботу й почала формувати новий фонд із залишків пограбованих бібліотек Львова. На початок 1945 року фонди становили вже 78 тисяч одиниць зберігання. Допомогу в розбудові бібліотеки надали бібліотеки Києва, Харкова, Державний фонд літератури. У 1950-х роках бібліотека отримала ім'я письменника Ярослава Галана (його ім'я було в назві до 1989 р.). Першим повоєнним директором бібліотеки стала Наталя Сидоренко. Потім упродовж 40 років бібліотекою керувала Надія Косенко (1905—1992). Після Н.Косенко бібліотеку очолювали М. Муха, В. Симан, Ю. Дурдель.
2000 року бібліотека переїхала на проспект Шевченка, 13, оскільки споруда на площі Галицькій, 10, яка не ремонтувалася понад сто років, опинилася в аварійному стані. Протягом дев'яти наступних років бібліотека добивалася ремонту старого приміщення й повернення туди фондів, але наштовхнулася на різні бюрократичні перепони.
З грудня 2009 бібліотеку очолює Іван Сварник.

## Фонди
Фонди бібліотеки становлять 679 964 примірників документів, з них 595 824 книг та 71 906 періодичних видань, АВД та ЕВ 12 234 прим.
Щорічно кількість назв періодичних видань складає понад 430.
Кількість найменувань періодичних видань становлять:
- газет — 194
- журналів — 237

## Практична інформація
Графік роботи бібліотеки:
- Понеділок — 10:00-19:00
- Вівторок — 10:00-19:00
- Середа — 10:00-19:00
- Четвер — 10:00-19:00
- П'ятниця — 10:00-19:00
- Субота — вихідний
- Неділя — 10:00-18:00

Кожен останній понеділок місяця — санітарний день.